# Polomeť
Polomeť (rusky Полометь) je řeka v Novgorodské oblasti v Rusku. Je dlouhá 150 km. Povodí řeky je 2770 km².

## Průběh toku
Odtéká z jezera Russkoje (2,4 km²) na Valdajské vrchovině. Ústí zprava do Poly (povodí Ilmeňského jezera).

## Vodní režim
Zdrojem vody jsou převážně sněhové srážky. Průměrný roční průtok vody ve vzdálenosti 120 km od ústí činí 7,74 m³/s.

## Využití
Řeka je splavná. Na horním toku jsou experimentální stanoviště Valdajské laboratoře hydrologického ústavu.